# 印第安里弗 (密歇根州)
印第安里弗（英語：Indian River）是位於美國密歇根州希博伊根縣的一個普查規定居民點。

## 人口
根據2020年美國人口普查的數據，印第安里弗的面積為52.54平方千米，當中陸地面積為33.48平方千米，而水域面積為19.06平方千米。當地共有人口1950人，而人口密度為每平方千米37.11人。